# Lichterfest
Lichterfest ist ein Sammelbegriff für ein zeitlich begrenztes Fest, bei dem eine Vielzahl von Lichtquellen, wie beispielsweise Kerzen, Lampen, Lampions, Scheinwerfer, Projektoren und/oder Feuerwerk, im Mittelpunkt stehen und so in der Dämmerung und in der Dunkelheit für eine besondere Atmosphäre sorgen. Eine Weiterentwicklung traditioneller Lichterfeste stellen Luminalen oder Festivals of Lights dar, bei denen die Illumination stadtbildprägender Bauwerke im Vordergrund steht.

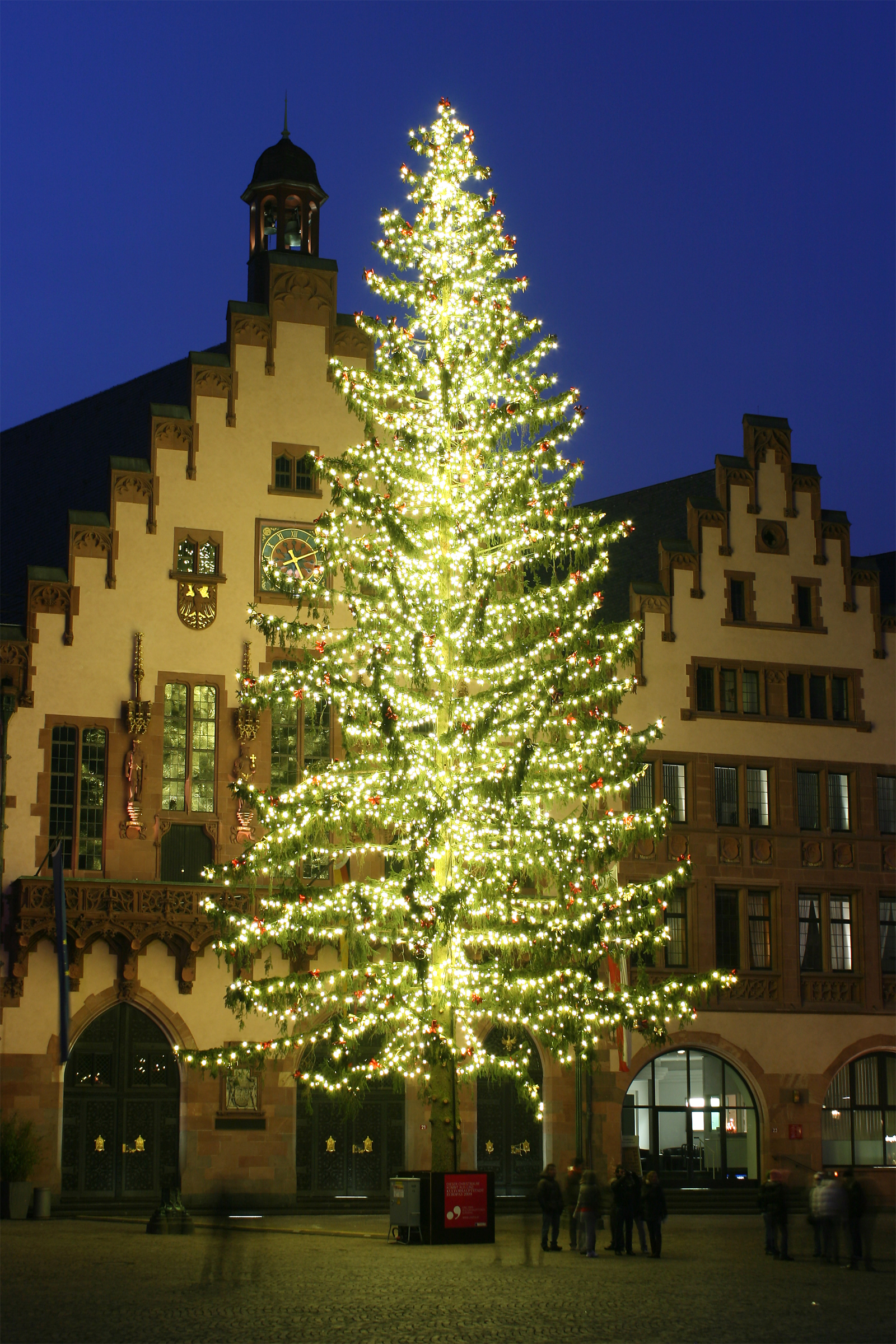
Weihnachtsbaum am Frankfurter Römerberg

Chanukka-Leuchter am Brandenburger Tor in Berlin

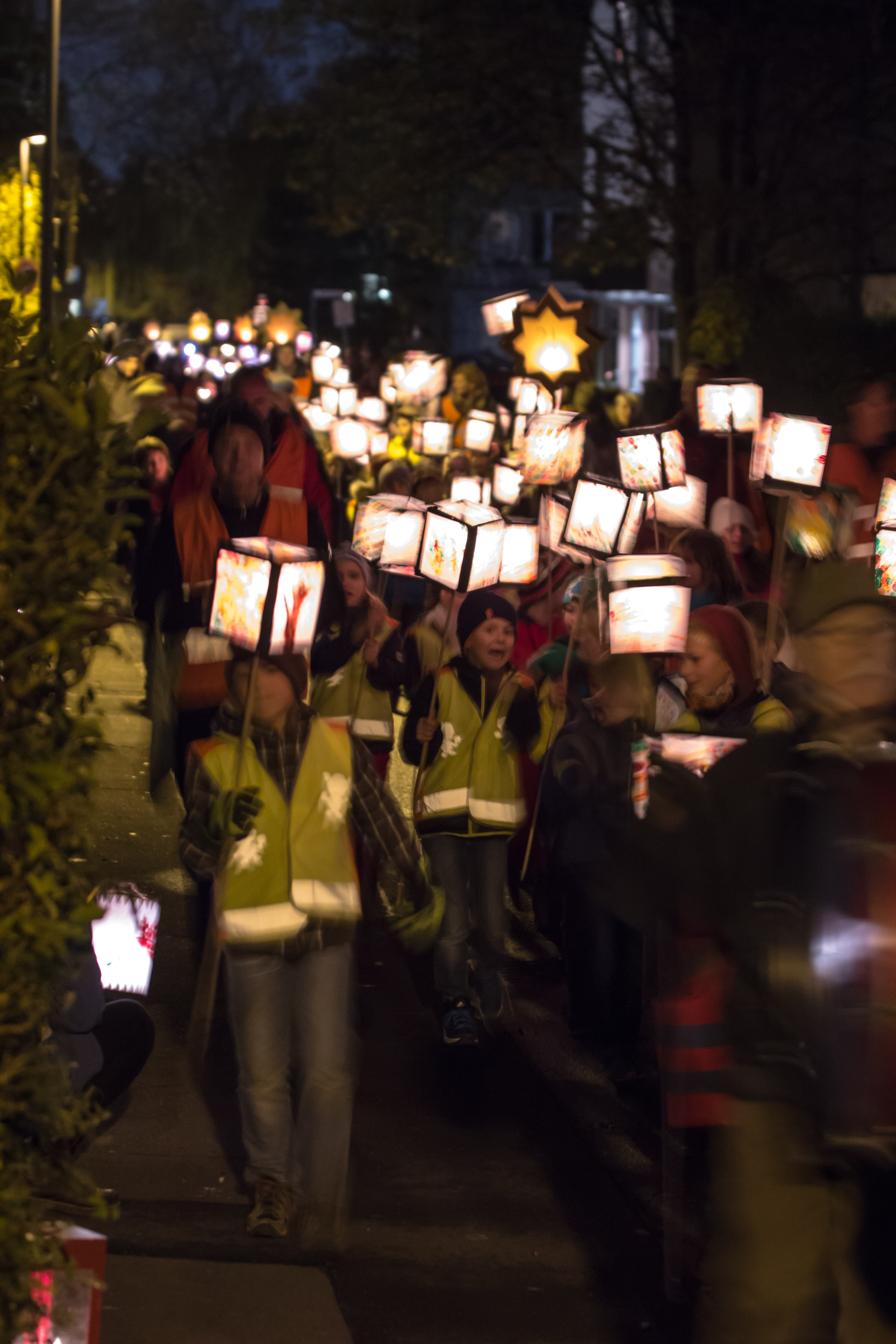
Laternenumzug in Köln

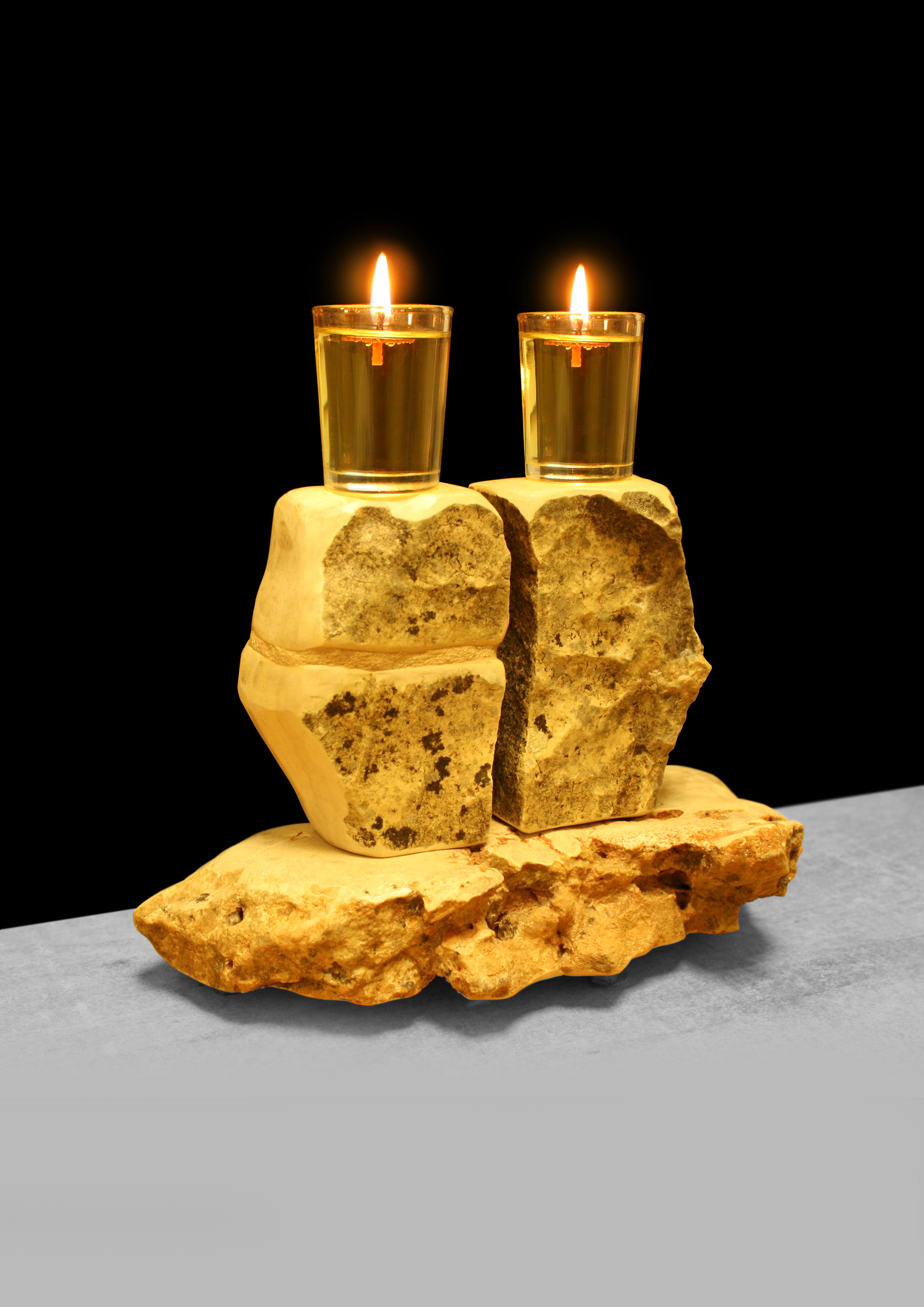
Schabbat-Kerzen

## Feste religiöser Gemeinschaften
- Schabbat, der jüdische Ruhetag (außerbiblisch belegt ab 630 v. Chr.)
- Chanukka, ein jüdisches Lichterfest (seit 164 v. Chr.)
- Diwali, ein hinduistisches Lichterfest (ab 1. Jhd. n. Chr.)
- Luzernar, ein christlicher Ritus (ab 4. Jhd. n. Chr.)
- Weihnachten, ein christliches Fest (ab 4. Jhd. n. Chr.)

## Landesweit gefeierte Feste mit langer Tradition
- Chaharshanbe Suri, Iran
- Laternelaufen, Deutschland, Österreich, Schweiz
- Luciafest, Schweden
- Loi Krathong, Thailand
- Martinstag, Deutschland, Österreich, Schweiz

- Chinesisches Laternenfest, China und Taiwan
- Obon, Japan

## Feste mit verschiedenen Standorten
- Flammende Sterne
- Rhein in Flammen

## Ortsgebundene Feste
In dem Verband International Light Festivals Organisation (ILO) haben sich Veranstalter von Lichtfestivals in ganz Europa, in Israel und in den USA zusammengeschlossen. Zurzeit (Stand: November 2022) gehören der ILO Mitglieder in den folgenden Städten an: Amsterdam (Niederlande), Andorra, Brixen/Bressanone (Italien), Canary Warf (Vereinigtes Königreich), Cascais (Portugal), Cluj-Napoca (Rumänien), Eindhoven (Niederlande), Essen (Deutschland), Graz (Österreich), Helsinki (Finnland), Karlsruhe (Deutschland), Klaipeda (Litauen), Kopenhagen (Dänemark), Kronach (Deutschland), Leipzig (Deutschland), Leeds (Vereinigtes Königreich), Leeuwarden (Niederlande), Lille (Frankreich), Luzern (Schweiz), Monza (Italien), Oslo (Norwegen), Pécs (Ungarn), Pula (Kroatien), Riga (Lettland), Ringkøbing-Skjern (Dänemark), Seattle (USA), Tartu (Estland), Torun (Polen), Vilnius (Litauen) und Vitoria-Gasteiz (Spanien). Dazu kommen noch „Reflektor“ (Finnland) sowie „CMD“ und „Lumière“ (Vereinigtes Königreich).

### Australien
- Vivid in Sydney

### Belgien

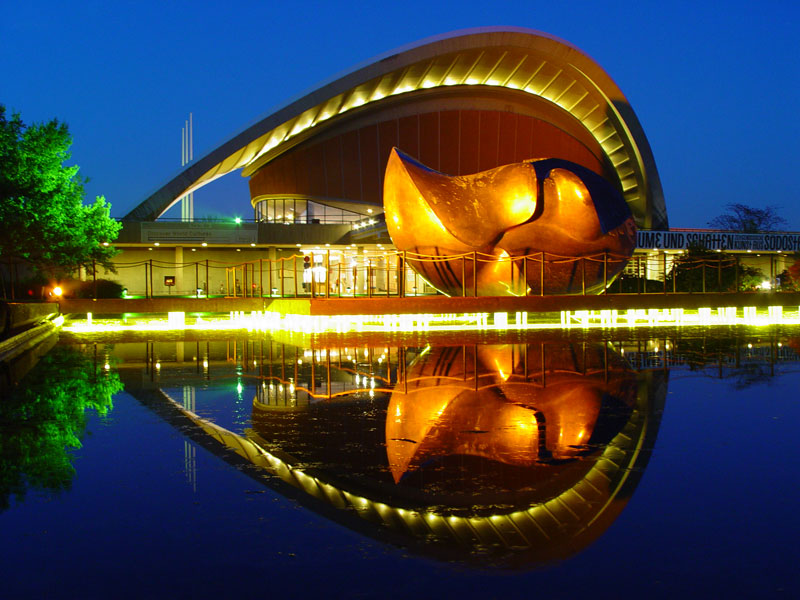
Haus der Kulturen (Schwangere Auster) beim Festival of Lights in Berlin

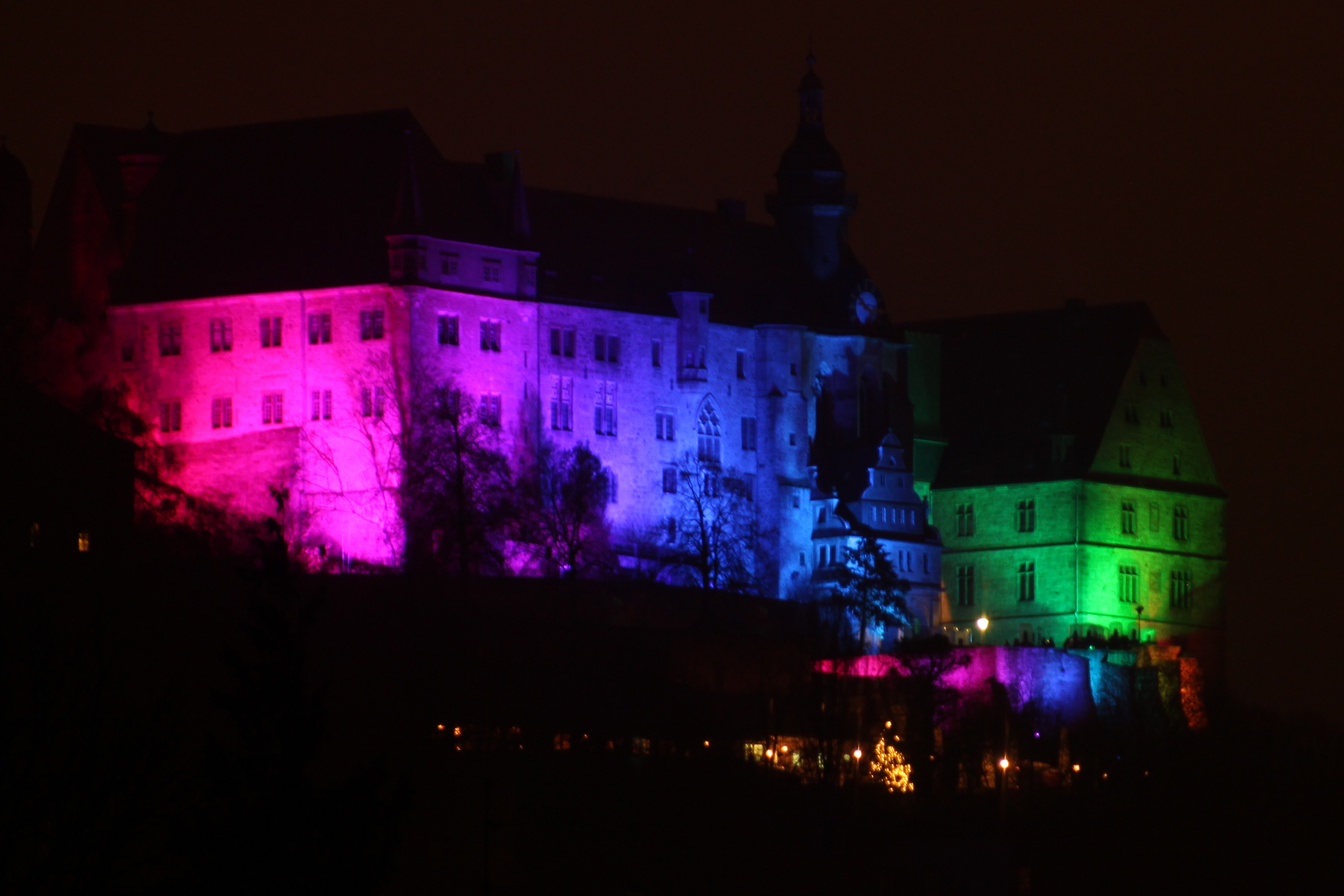
Das Marburger Schloss während des Lichtspiels „Marburg b(u)y Night“ in wechselnden Farben u. Spotlights

Nürnberger Burg während der Blauen Nacht

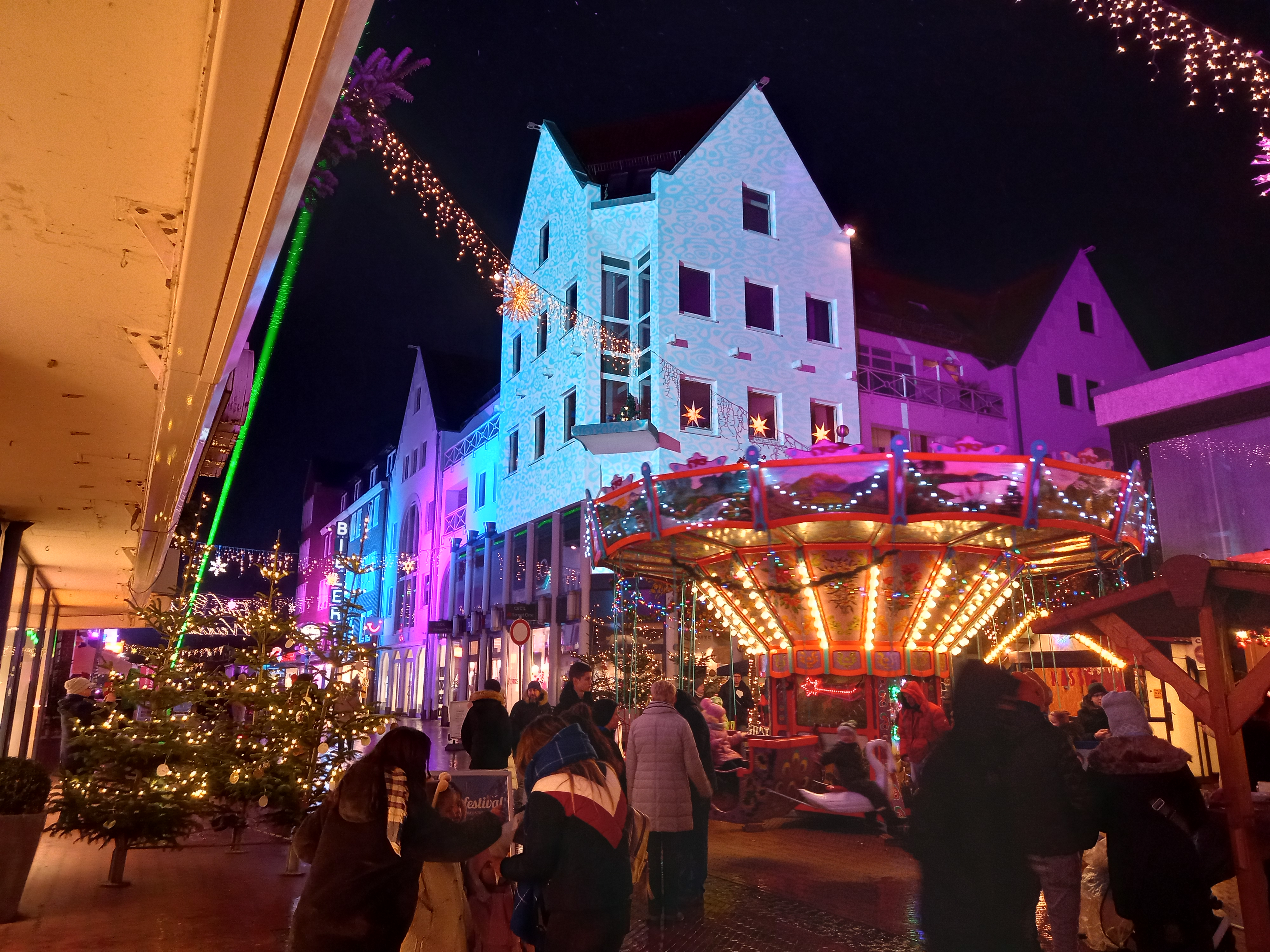
Hybride Veranstaltung: In einen Weihnachtsmarkt integriertes Lichterfest in Neustadt am Rübenberge

- Lichtfestival in Gent

### Deutschland
- Kurparkbeleuchtung in Bad Driburg
- Salz- und Lichterfest in Bad Harzburg
- Kurparkbeleuchtung Bad Lauterberg im Harz
- „Parklichter“ in Bad Oeynhausen
- Kurparkbeleuchtung in Bad Orb
- „Kurpark Lichterfest“ in Bad Pyrmont
- „Goldener Sonntag“ in Bad Pyrmont
- Licht- & Klangerlebnis im Königlichen Kurgarten Bad Reichenhall
- „Lichtsicht“ in Bad Rothenfelde
- Lichterfest im Vitalpark Bad Sachsa
- Kurparkbeleuchtung in Bad Salzuflen
- Lichterfest in Bad Wildungen
- Lichterfest in Bad Zwesten
- „Illumination – Lange Abende im Park“ im Park der Gärten Bad Zwischenahn
- Berchinale in Berching
- Berlin leuchtet in Berlin
- Festival of Lights in Berlin
- „Kemnade in Flammen“ in Bochum
- Lichterfest in Bodenwerder
- „Sommernachtstraum“ im Kurpark Braunlage
- Lichterfest im Westfalenpark Dortmund
- „Winterleuchten“ im Westfalenpark Dortmund
- Essen Light Festival
- Essener Lichtwochen
- Luminale in Frankfurt am Main
- Rosen- und Lichterfest in Frankfurt am Main
- Lichterfest (Halle an der Saale)
- „Herbstleuchten“ im Maximilianpark Hamm
- Internationaler Feuerwerkswettbewerb im Großen Garten in Hannover-Herrenhausen
- „Lichtermarkt“ in Hohenlimburg
- „Lichtermeer“ in Hohwacht (Ostsee)
- Jesteburg im Lichtermeer
- Lichterfest Karlsruhe im Stadtgarten Karlsruhe
- Lichtströme Koblenz
- Kölner Lichter
- Laubacher Lichterfest
- Lichtfest Leipzig
- LichtRouten Lüdenscheid
- Marburger Adventsleuchten
- „Inselleuchten Festival“ in Marienwerder
- „Neujahrsleuchten“ im Botanischen Garten in Minden
- „Lichterfest“ in Neustadt am Rübenberge
- Blaue Nacht Nürnberg
- Lichterfest im Büsing-Park in Offenbach am Main
- „Unterwegs im Licht“ in Potsdam
- Schwetzinger Lichterfest
- Sendener Lichterabend
- Lichterfest Seppenrade
- Solinger Lichternacht
- Lichterfest Stuttgart
- Lichterserenade Ulm/Neu-Ulm[2]
- Lichterfest am Schloss Dreilützow, Wittendörp
- Christmas Garden

### Frankreich
- Lichterfest Lyon

### Großbritannien
- Blackpool Illuminations

### Japan
- Kōbe Luminarie
- Chugen-Mantōrō-Matsuri, Kasuga-Schrein, Nara
- Tōrō nagashi, traditionelles Treibenlassen von Lampions auf einem Fluss zum Obon-Fest

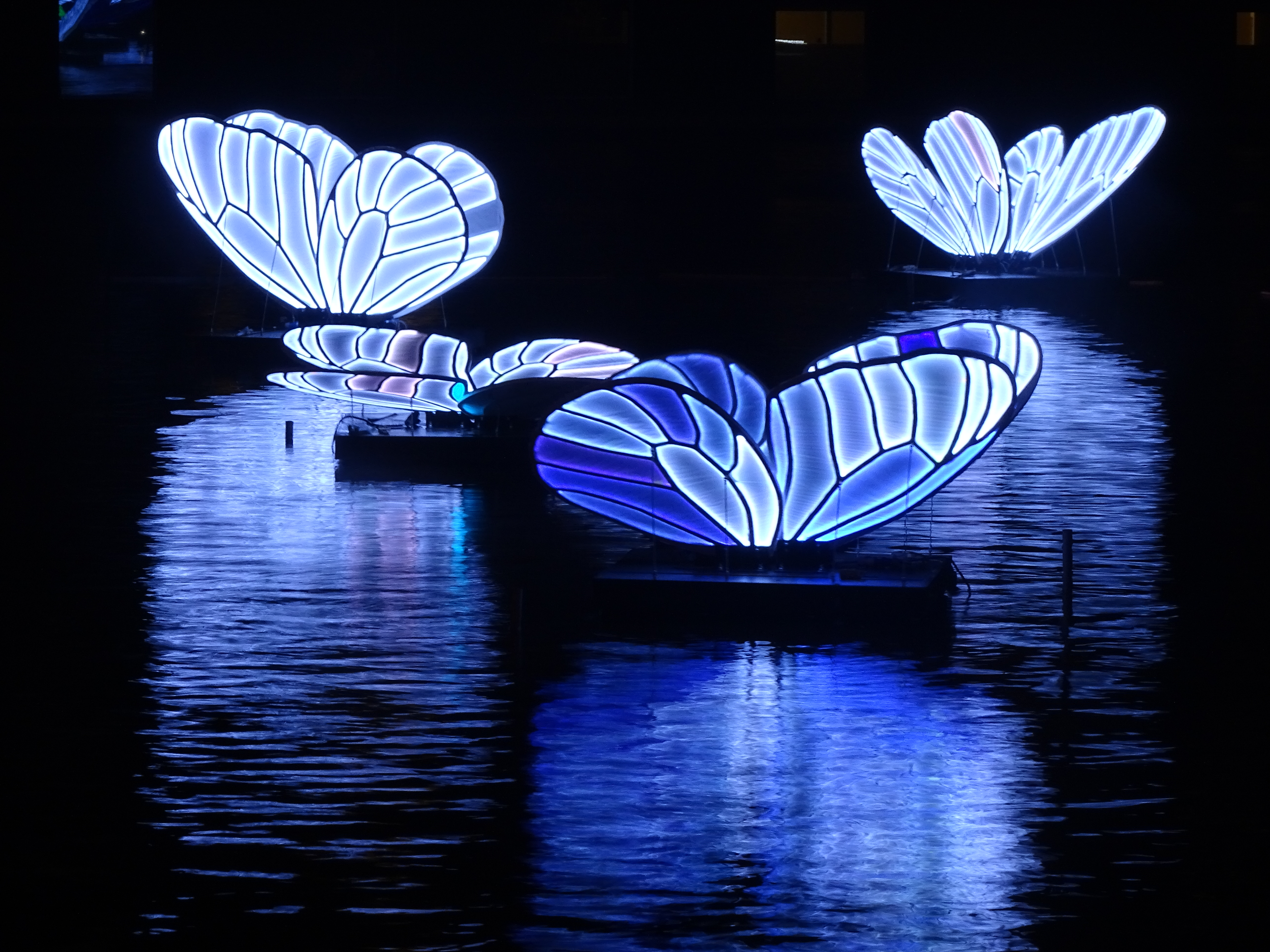
Amsterdam Light Festival 2020

### Niederlande
- Amsterdam Light Festival in Amsterdam
- GLOW in Eindhoven

### Österreich
- Lichtstadt Feldkirch in Feldkirch
- Blockheide Leuchtet im Naturpark Blockheide bei Gmünd
- Klanglicht in Graz

### Polen
- Narracje in Danzig
- Light Move Festival in Lodz[3]

### Schweiz
- Internationale Lichttage Winterthur
- Lichtfestival Luzern

### Singapur
- I Light Marina Bay in Singapur

### Slowenien
- Lighting Guerilla in Ljubljana

### Südkorea
- Namgang-Laternenfestival in Jinju
- Seoul Laternenfestival[4]

## Ausfälle traditioneller Lichterfeste und Beschränkungen
Während der COVID-19-Pandemie fielen ab 2020 Lichterfeste aus Gründen des Infektionsschutzes (Verbot von Großveranstaltungen, Kontaktsperren) aus.
Als Folge des Überfalls Russlands auf die Ukraine am 24. Februar 2022 und der darauf folgenden Sanktionen gegen den Aggressor kam es zu einer Verknappung und Verteuerung fossiler Brennstoffe. Viele Veranstalter reagierten auf die Notwendigkeit, drastisch Energie einzusparen, mit dem Verzicht auf den „nicht notwendigen“ Einsatz elektrischer Energie zur Produktion künstlichen Lichts.
Infolge des globalen Klimawandels häuften sich im 21. Jahrhundert lange Dürreperioden mit heißen Sommern, so dass in vielen Ländern die Waldbrandgefahr zunahm.

Auch aus anderen Gründen ist das Risiko, dass angekündigte Feuerwerke oder Feuershows (die gelegentlich in Lichterfeste integriert sind) nicht stattfinden bzw. dass von der Planung solcher Darbietungen (in einem bestimmten Jahr) von vornherein abgesehen wird, größer als bei anderen Vorführungen im Kontext von Lichterfesten.
In einer Übersicht über die „schönsten Lichterfeste“, die in Europa ab dem August 2022 stattfinden sollen, erwähnte der ADAC im Juli 2022 explizit nur die Möglichkeit, dass es Ausfälle wegen einer erneuten Zunahme der SARS-CoV-2-Infektionen geben könnte.